# Google绘图
Google绘图是由Google开发的免费的在线绘图软件。它可以创建流程图 、组织结构图 、网站结构图、思维导图、概念图和其他类型的图表，并允许用户实时协同工作。它最初于2010年4月12日作为Google文件绘图推出。Google绘图也有Chrome上的离线应用，可从Chrome网上应用店下载。Google绘图托管在Google云端硬盘中，使用该应用程序创建的所有文件默认保存在Google云端硬盘中。
Google绘图允许多个用户同时打开和编辑绘图文件。它具有Google幻灯片中的一部分功能，但具有不同的模板。用户可以从本地硬盘驱动器或互联网中插入图片、形状、箭头、涂鸦和文本。Google绘图具有一些流程图符号和形状。用户可以移动，调整大小和旋转对象，并使用线条编辑器。它还允许编辑图像，如裁剪、添加蒙版和边框。其他功能包括使用对齐辅助线精确布置绘图。可以将绘制的图形插入到其他的Google文档、电子表格或幻灯片中。用户可以将绘图发布到互联网上或直接以JPEG、SVG、PNG和PDF等格式下载。  